# Pedro Martín (rugbista)
Pedro Martín Enrique (Valladolid, 29 marzo 1987) è un rugbista a 15 spagnolo, utility back dell'Alcobendas dal 2014 e internazionale per la Spagna, con cui disputa il campionato europeo nei ruoli di estremo e, talora, di tre quarti ala.

## Biografia
Nativo di Valladolid, crebbe nel locale club, con cui esordì in Campionato a 18 anni; esordì in Nazionale spagnola nel 2005 contro i Paesi Bassi nel Campionato europeo; nel 2009 fu ingaggiato dai francesi del Bayonne; dopo solo una stagione tornò in Spagna nella squadra basca dell'Ordizia, dell'omonima città dei Paesi Baschi.
Nel 2011 tornò al Valladolid con cui, in tre stagioni, si aggiudicò altrettante vittorie nella División de Honor; dopo l'ultimo titolo del 2014 si è trasferito nella comunità di Madrid all'Alcobendas, in seconda divisione spagnola.

## Palmarès
- Campionati spagnoli: 3
Valladolid: 2011-12, 2012-13, 2013-14
- Coppe del Re : 1
Valladolid: 2013-14
- Supercoppe di Spagna: 2
Valladolid: 2012, 2013